# Ray Cooper
Pour les articles homonymes, voir Cooper.
 (octobre 2017).
Si vous disposez d'ouvrages ou d'articles de référence ou si vous connaissez des sites web de qualité traitant du thème abordé ici, merci de compléter l'article en donnant les références utiles à sa vérifiabilité et en les liant à la section « Notes et références ».
Raymond Cooper (né le 19 septembre 1947 à Watford, Hertfordshire) est un musicien britannique. C'est un percussionniste et un acteur. Il a travaillé avec Rick Wakeman, Pink Floyd, David Gilmour, Roger Waters, Sting, George Harrison, Eric Clapton et Elton John. 
Il joue aussi occasionnellement des claviers, du synthétiseur et de la batterie, comme sur l'album Somewhere in England de George Harrison.

## Carrière
La carrière de Ray Cooper débute dans les années 1960, pendant lesquelles il enregistre avec, entre autres, The Who, America, Carly Simon, David Essex et Blue Mink.
Sa collaboration la plus connue est celle avec Elton John, qu'il accompagne sur la plupart des albums des années 1970. En 1973, il joue également sur l'album solo de Nicky Hopkins, en 1974, sur It's Only Rock 'N Roll des Rolling Stones et en 1979, il participe au disque  Tarot Suite de Mike Batt aux côtés de Roger Chapman, Rory Gallagher et Mel Collins entre autres.
Plus tard dans les années 1970, il enregistre notamment avec Bryan Ferry, Art Garfunkel, Paul McCartney en solo et avec son groupe Wings, George Harrison, Ringo Starr, Eric Clapton, Pink Floyd sur The Final Cut, Roger WatersThe Pros and Cons of Hitch-Hiking, Mark Knopfler, The Traveling Wilburys, Maynard Ferguson et Ravi Shankar, ainsi que sur The Six Wives of Henry VIII en 1973 et sur la version live The Six Wives of Henry VIII Live at Hampton Court Palace en 2009 de Rick Wakeman.
À la fin des années 1970, Ray Cooper part en tournée avec Elton John en formant un duo. Pendant la première partie, Elton John joue seul et dans la deuxième moitié du spectacle, Ray Cooper l'accompagne sur scène. Il devient très apprécié des fans d'Elton pour son énergie et son accompagnement très intuitif. Le succès de cette tournée en two men show se répète vers le milieu des années 1990 aux États-unis. Pendant cette période, Cooper apparaît également dans un concert télédiffusé sur Disney Channel, A Special Evening With Elton John, enregistré en septembre 1994 au Greek Theater de Los Angeles.
Il continue sa collaboration avec les Rolling Stones au cours des années 1980 et participe au troisième album solo éponyme de Bill Wyman sorti en 1982. En 1983, il fait partie de la courte tournée caritative de Ronnie Lane en compagnie d'Eric Clapton, Jimmy Page, Jeff Beck, Bill Wyman et Charlie Watts. En 1984, Cooper apparaît sur l'album homonyme de Christine McVie ainsi que sur About Face de David Gilmour. En 1985, il joue à la fois sur She's the Boss de Mick Jagger et dans le projet de Bill Wyman Willie and the Poor Boys. En 1997, il forme de nouveau équipe avec Wyman pour Struttin' Our Stuff.
Il collabore avec Eric Clapton sur l'album Unplugged en 1992, et en 2002 lors du concert Concert for George, en hommage à George Harrison (concert dont il produit également le film). Après avoir accompagné Elton John en 1995 lors de sa tournée mondiale, il est de nouveau avec lui en 2009 et 2010, pour une partie de ses concerts.
Ray Cooper a également joué de petits rôles au cinéma, notamment un prêcheur dans Popeye de Robert Altman. Il a également produit et interprété plusieurs musiques des films de Terry Gilliam, dans lesquels il fait de brèves apparitions (dans Brazil et Les Aventures du baron de Münchhausen). Il fut aussi directeur de production chez HandMade Films, société de production cinématographique fondée par George Harrison. Enfin, il apparaît dans le film 9 Mois ferme d'Albert Dupontel en 2013, pour lequel il interprète un journaliste de CNN.

## Discographie
Elton John
- Madman Across the Water (Uni Records, 1971)
- Honky Château (Uni Records, 1972)
- Goodbye Yellow Brick Road (MCA Records, 1973)
- Caribou (MCA Records, 1974)
- Captain Fantastic and the Brown Dirt Cowboy (MCA Records, 1975)
- Rock of the Westies (MCA Records, 1975)
- Blue Moves (Rocket, 1976)
- A Single Man (Rocket Records, 1978)
- Too Low for Zero (Geffen, 1983)
- Reg Strikes Back (MCA Records, 1988)
- Made in England (Island Records, 1995)
- Wonderful Crazy Night (Mercury Records, 2016)

America
- America (Warner Bros. 1971)

Joan Armatrading
- Whatever's for Us (A&M Records, 1972)
- Walk Under Ladders (A&M Records, 1981)
- Sleight of Hand (A&M Records, 1986)

David Gilmour
- About Face (Columbia Records, 1984)

Murray Head
- Nigel Lived (CBS Records, 1972)

Rick Wakeman
- The Six Wives of Henry VIII (A&M Records, 1973)
- The Six Wives of Henry VIII Live at Hampton Court Palace (Eagle Records, 2009)

Katie Melua
- Pictures (Dramatico, 2007)

Roger Waters
- The Pros and Cons of Hitch Hiking (Columbia Records, 1984)

George Harrison
- George Harrison (Dark Horse Records, 1979)
- Somewhere in England (Dark Horse Records, 1981)
- Gone Troppo (Dark Horse Records, 1982)
- Cloud Nine (Dark Horse Records, 1987)
- Brainwashed (Dark Horse Records, 2002)

Carly Simon
- No Secrets (Elektra Records, 1972)

Kiki Dee
- Kiki Dee (Rocket, 1977)

Cliff Richard
- Silver (EMI, 1983)

Christine McVie
- Christine McVie (Warner Bros. Records, 1984)

Roy Orbison
- Mystery Girl (Virgin Records, 1989)

Art Garfunkel
- Fate for Breakfast (Columbia Records, 1979)
- Scissors Cut (Columbia Records, 1981)

Cass Elliot
- The Road Is No Place for a Lady (RCA Records, 1972)

Roger Chapman
- Chappo (Arista Records, 1979)

Mick Jagger
- She's the Boss (Columbia Records, 1985)

Nigel Olsson
- Nigel Olsson (Columbia Records, 1978)

Dana Gillespie
- Weren't Born a Man (MCA Records, 1973)

Eric Clapton
- Behind the Sun (Warner Bros. Records, 1985)

Sting
- The Soul Cages (A&M Records, 1991)

Bryan Ferry
- In Your Mind (EG Records, 1977)

Yvonne Elliman
- Food of Love (Purple Records, 1973)

Paul McCartney
- Press to Play (Parlophone, 1986)

Rosemary Clooney
- Nice to Be Around (United Artists Records, 1977)

Bill Wyman
- Groovin' (Roadrunner Records, 2000)

Rod Stewart
- Smiler (Mercury Records, 1974)

Harry Nilsson
- Son of Schmilsson (RCA Records, 1972)

Lulu
- Don't Take Love for Granted (The Rocket Record Company, 1979)
- Lulu (Alfa Records, 1981)

Donovan
- Essence to Essence (Epic Records, 1973)

Madeline Bell
- This is One Girl (Pye Records, 1976)

Ringo Starr
- Stop and Smell the Roses (RCA Records, 1981)
- Old Wave (RCA Records, 1983)

Jean-Patrick Capdevielle
- /2 (CBS Records, 1980)

## Crédits
- (en) Cet article est partiellement ou en totalité issu de l’article de Wikipédia en anglais intitulé « Ray Cooper » (voir la liste des auteurs).